# Ahmed III
Ahmed III, född 30 december 1673, död 1736, var sultan av det Osmanska riket från 1703 till 1730. 

## Biografi
Ahmed gav asyl åt den svenske kungen Karl XII efter att denne förlorat slaget vid Poltava mot Ryssland år 1709. Osmanska riket var nämligen formellt i koalition med Sverige, tillsammans med Frankrike. Av dessa orsaker blev de indragna i krig mot Ryssland, vilket osmanerna vann.
Efter fredsslutet med Ryssland 1711 ville man bli av med Karl XII, som försökte förmå Ahmed att fortsätta kriget, vilket resulterade i Kalabaliken i Bender. Ahmed förde flera framgångsrika krig mot Venedig, och lyckades erövra Morea och den egeiska arkipelagen åt Osmanska riket. Däremot invecklades man även i krig med Österrike, som slutade med freden i Pozarevac 1718, varigenom Banatet, Nordserbien med Belgrad och Lilla Valakiet gick förlorade till Österrike.
Han förde därefter krig med Persien, vilket till en början framgångsrikt slutade med det avgörande nederlaget i Anjedalen 1726.
År 1730 avsattes Ahmed av janitsjarerna och dog 1736 i fångenskap.